# Racon

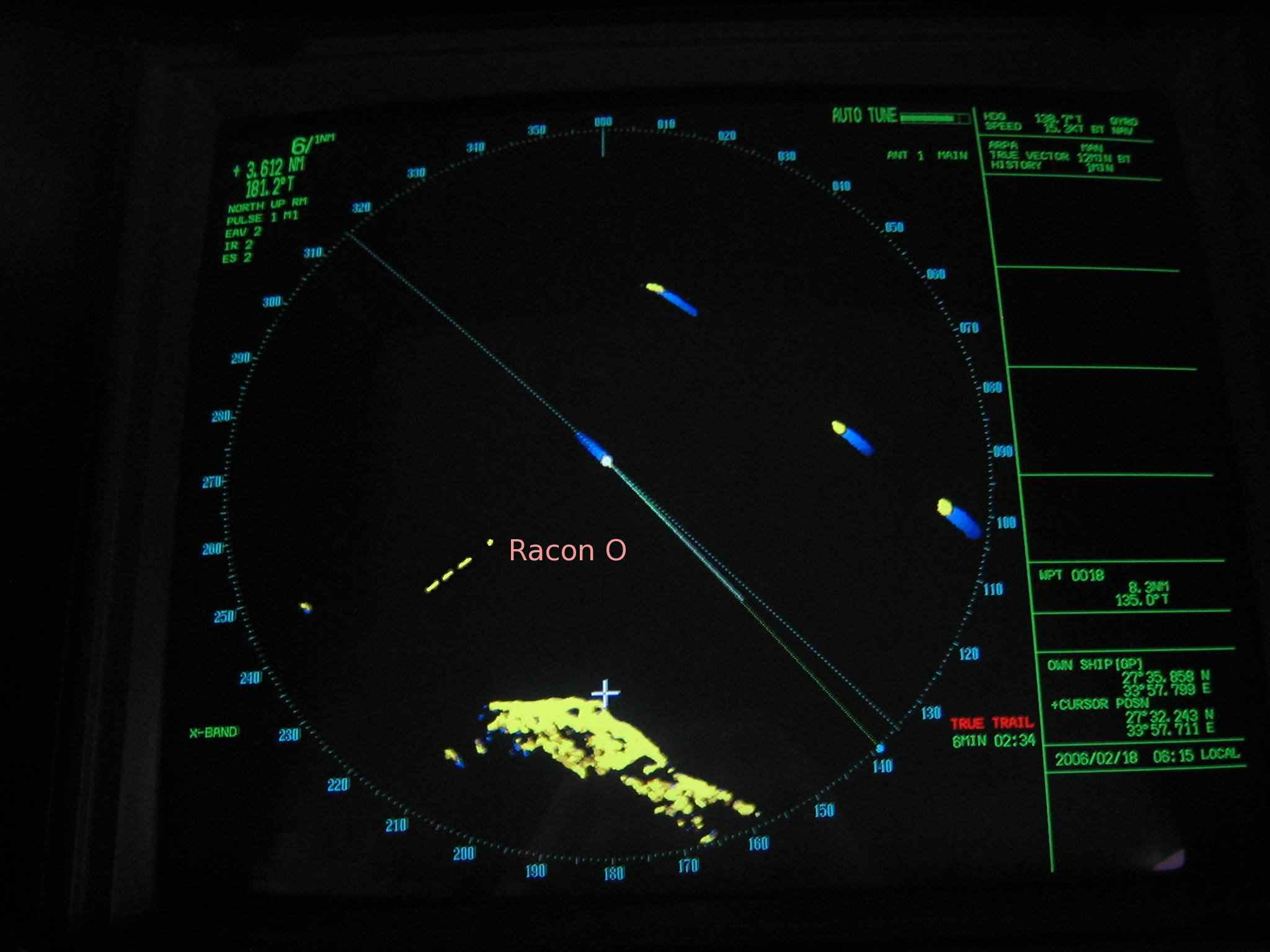
Signál raconu písmena O na obrazovce radaru, pozice lodi je uprostřed obrazovky

Racon (zkratkou: radar beacon) je typem radarového transpondéru, který se využívá v námořní navigaci k zobrazení a identifikaci navigačních znaků na obrazovce radaru.
Zařízení jsou instalována na námořních bójích, majácích a břehových signalizačních zařízeních. Po převzetí radarového signálu odpovídá signálem na stejné frekvenci, který se zobrazí na obrazovce radaru jako čárky a tečky (znaky v Morseově abecedě), začíná na pozici transpondéru a pokračuje ve směru od radaru. Stav a charakteristika je zaznačena do navigační mapy. Umožňuje to pozorovateli nezávisle identifikovat naváděcí znak a následně vlastní pozici.
Navíc v systému plavebních znaků IALA, který se používá na celém světě, signál D vydávaný raconem, označuje nové nebezpečí (novou navigační překážku), které se nedávno objevilo a zpráva nemusela dosáhnout všech zájemců.